# Pérovník pštrosí
Pérovník pštrosí (Matteuccia struthiopteris) je druh kapradiny řazený v současnosti do čeledi onokleovité. Tato vzrůstná kapradina vytváří souvislé porosty na vlhkých stinných stanovištích a vyskytuje se i v České republice. Listy jsou nápadně dvoutvárné.

## Popis
Vytváří tlustý šupinatý oddenek, s četnými adventivními kořeny a postranními dlouhými podzemními výběžky, kterými se rostlina ve vhodných podmínkách rychle rozrůstá. Je přímý a dorůstá délky až 50cm. Trofofyly nepřezimují, dorůstají velikosti 40–150cm a šířky 10–25cm. Tvoří charakteristickou úzce nálevkovitou růžici. Čepele jsou v obrysu podlouhle kopinaté, na horním konci zúžené do špičky, dole přecházejí v krátký řapík.
Neplodné světle zelené listy vyrůstají na jaře. Plodné listy vyrůstají později a jsou zcela odlišné tvarem i barvou. Jsou kratší, vyrůstají ze středu nálevky neplodných listů a jsou jednoduše zpeřené. Lístky plodného listu jsou stočené a na okrajích kožovité, zpočátku olivově zelené, hnědnoucí.

## Synonyma
Matteuccia pensylvanica, Matteuccia struthiopteris var. pensylvanica, Matteuccia struthiopteris var. pubescens, Matteucia struthiopteris, Onoclea struthiopteris, Onoclea struthiopteris var. pensylvanica, Pteretis nodulosa, Pteretis pensylvanica.

## Rozšíření
V ČR ve výškách kolem 400 a 500m n. m., soutěsky Kamenice u Hřenska (140 m n. m.) až po přítok Pěnivého potoka od Staré Huti u Kašperských Hor (840 m n. m.). Střední a východní Evropa, východní Asie, Čína, Turkestánu a východní část Severní Ameriky.
Uplatňuje se v přírodních partiích jako souvislý porost kolem potoků a tůní nebo také jako podrost dřevin. Vyžaduje vlhkou humózní zem a stinné stanoviště.

## Použití

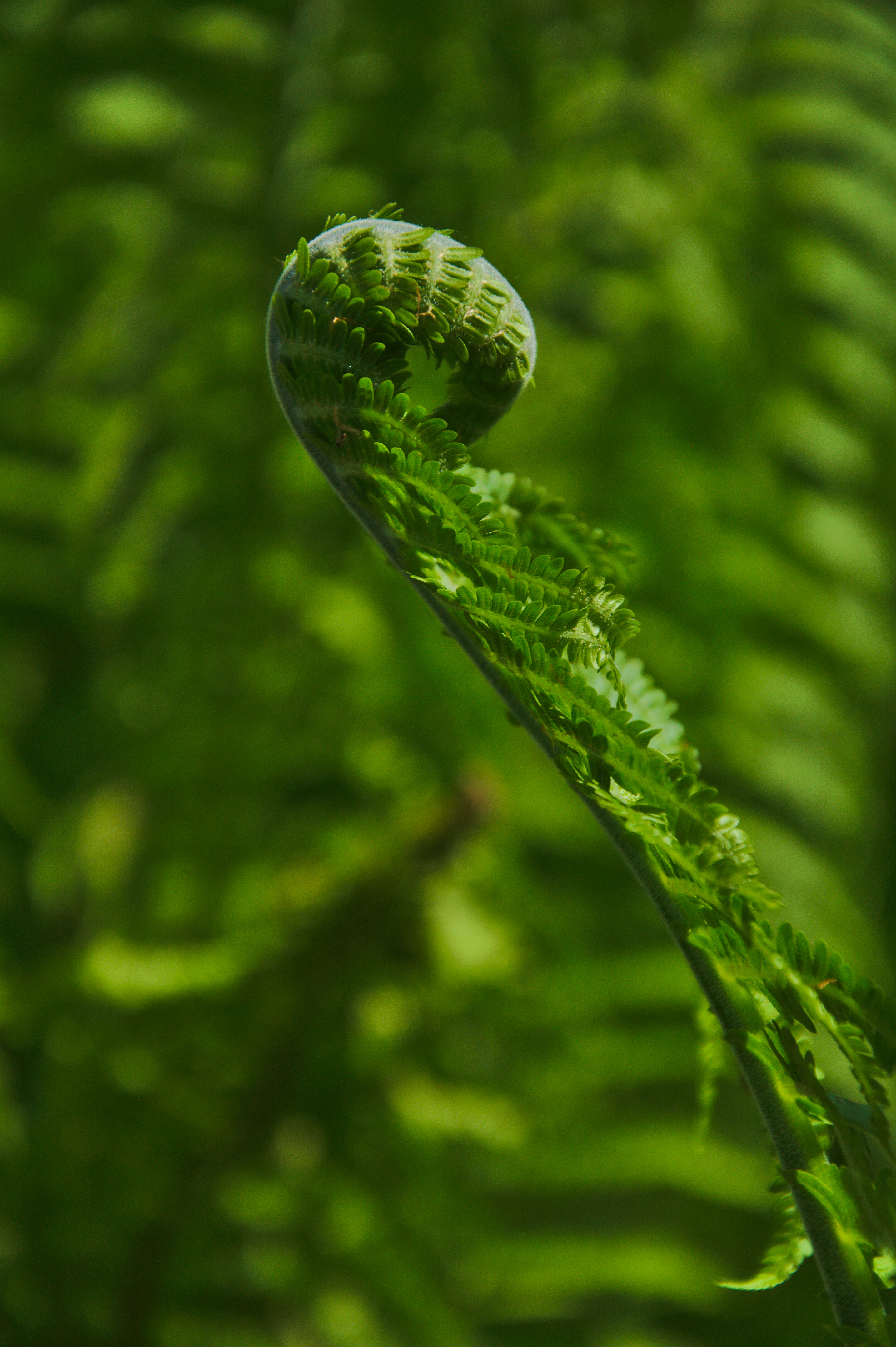
List začátkem května

Pérovník pštrosí lze použít v ČR jako okrasnou rostlinu. Jsou to efektní solitéry v stinných a polostinných partií malebných kompozic, zejména v přírodně krajinářských parcích, ale hodí se i do skupin. Sporofyly (plodné listy) pérovníku bývají po usušení užívány ve vazačství.

### Nároky
Při pěstování v mírném pásmu (ČR) roste pérovník pštrosí nejlépe na stinných a polostinných stanovištích. Snáší plné slunce při dostatečné vlhkosti substrátu. Vyžaduje dostatek prostoru, aby se mohly kořeny volně rozrůstat a vlhkou humózní zem.

### Rozmnožování
Množí se pomocí odnoží nebo výsevem spor sbíraných v lednu až únoru. Ve skleníku vyklíčí za 4—5 dní.

## Ochrana

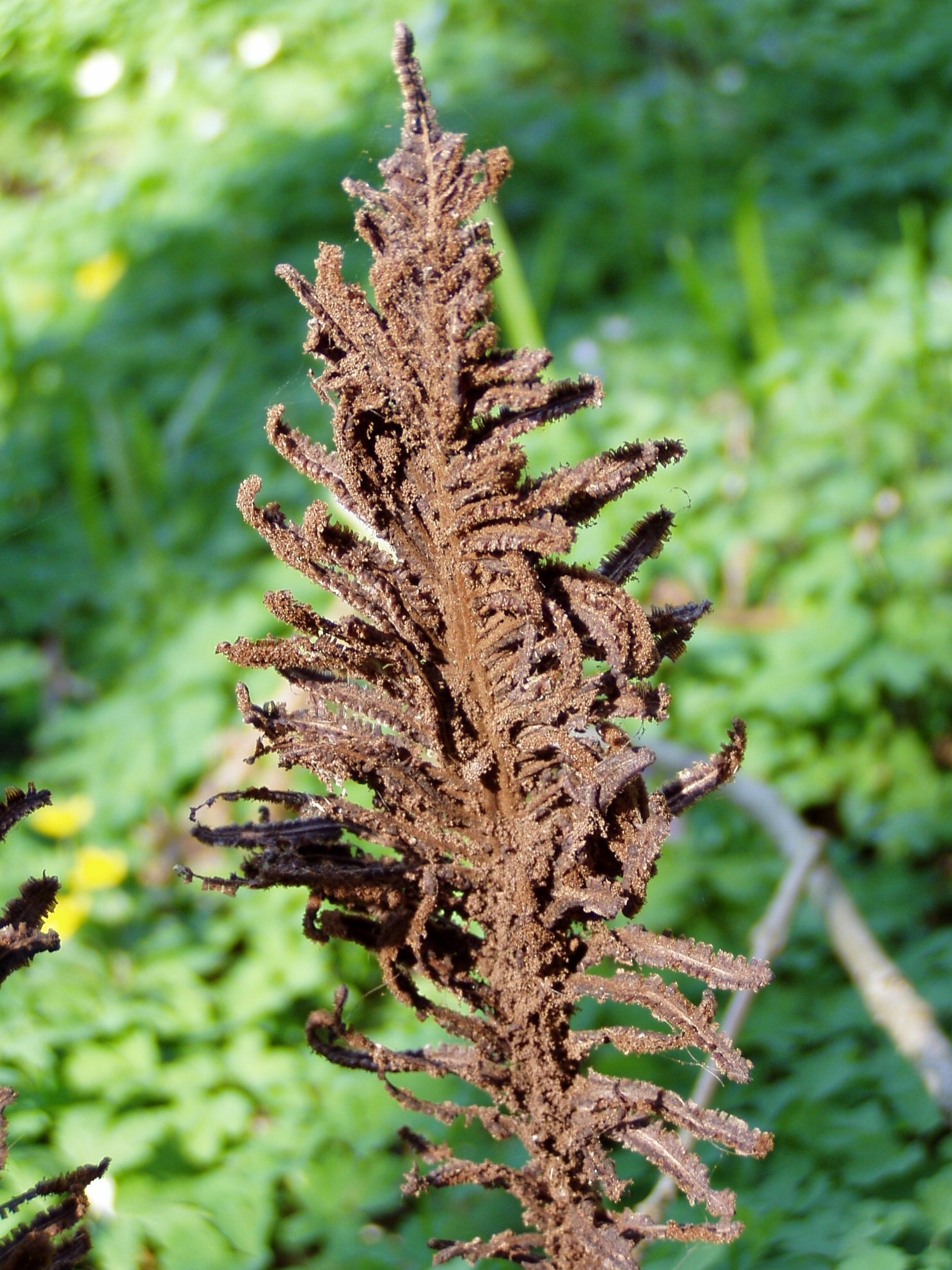
Plodný list pérovníku

Pérovník pštrosí je v ČR označen jako ohrožený druh.